# Vélodrome de Vincennes
Vélodrome de Vincennes är en idrottsarena i Vincennes i närheten av Paris i Frankrike byggd som en velodrom 1894. Den var huvudarena under olympiska sommarspelen 1900. Arenan användes även för cykel- och fotbollsevenemang under olympiska sommarspelen 1924. Sista etappen av Tour de France hade målgång på velodromen från 1968 till 1974.

Vélodrome Jacques-Anquetil